# I Carinae
Cet article concerne I Carinae (avec un I majuscule). Pour i Carinae (avec un i minuscule), voir HD 79447. Pour Iota Carinae, voir Iota Carinae.
Désignations
I Carinae (I Car) est une étoile de la constellation de la Carène. Sa magnitude apparente est de +4,01. D'après la mesure de sa parallaxe annuelle par le satellite Hipparcos, elle est située à 52,9 années-lumière de la Terre. Elle s'éloigne du Système solaire à une vitesse radiale de −5 km/s. I Carinae est une étoile jaune-blanc de la séquence principale de type spectral F3V.